# Ministre de l'Enseignement supérieur, de la Recherche, de l'Innovation et de la Science (Irlande)
Le ministre de la Formation continue, de l'Enseignement supérieur, de la Recherche, de l'Innovation et de la Science (en anglais : Minister for Further and Higher Education, Research, Innovation and Science, en irlandais : An tAire Breisoideachais agus Ardoideachais, Taighde, Nuálaíochta agus Eolaíochta) est le ministre responsable du département de l'Enseignement supérieur, de la Recherche, de l'Innovation et de la Science du gouvernement de l'Irlande,.
L'actuel ministre de la Formation continue, de l'Enseignement supérieur, de la Recherche, de l'Innovation et de la Science est James Lawless depuis le 23 janvier 2025.

## Liste des ministres
| Ministre de la Formation continue, de l'Enseignement supérieur, de la Recherche, de l'Innovation et de la Science (depuis 2020) |                   |                 |                 |       |             |              |
| Portrait | Nom               | Dates du mandat | Dates du mandat | Parti | Parti       | Gouvernement |
| | Simon Harris      | 27 juin 2020    | 9 avril 2024    |       | Fine Gael   | 32e et 33e   |
| | Patrick O'Donovan | 9 avril 2024    | 23 janvier 2025 |       | Fine Gael   | 34e          |
| | James Lawless     | 23 janvier 2025 | En cours        |       | Fianna Fáil | 35e          |